# 大崎企業スポーツ事業研究助成財団
公益財団法人大崎企業スポーツ事業研究助成財団（こうえきざいだんほうじん おおさききぎょうすぽーつじぎょうけんきゅうじょせいざいだん、Osaki Sports Foundation）は、元経済産業省所管の財団法人。企業スポーツ事業の振興を目的に掲げている。大崎電気工業株式会社の社長であった渡邊和美の遺志を受け継いで設立された。

## 概要
- 所在：東京都品川区東五反田2丁目1番10号　(2009年8月31日より)
- 理事長：橋本昌三